# Vela ai Giochi della XXX Olimpiade - RS:X femminile
Le gare di vela della classe classe RS:X femminile dei giochi olimpici di Londra 2012 si sono svolte dal 31 luglio al 7 agosto 2012 presso Weymouth e Isle of Portland.

## Le gare
La competizione consiste in una gara di tipo fleet racing. 10 gare costituiscono la prima fase. Il peggior risultato per ciascun equipaggio viene ignorato. Al termine delle prime dieci regate, i migliori dieci classificati si qualificano per la gara di medal race. I punteggi nella gara di medal race valgono doppio e vengono sommati ai punteggi ottenuti nelle dieci regate della prima fase.

## Programma
Tutti gli orari sono British Summer Time (UTC+1)
| Data                      | Ora   | Turno       |
| ------------------------- | ----- | ----------- |
| Martedì, 31 luglio 2012   | 13:00 | Gara 1 e 2  |
| Mercoledì, 1º agosto 2012 | 13:00 | Gara 3 e 4  |
| Giovedì, 2 agosto 2012    | 13:00 | Gara 5 e 6  |
| Sabato, 4 agosto 2012     | 13:00 | Gara 7 e 8  |
| Domenica, 5 agosto 2012   | 13:00 | Gara 9 e 10 |
| Martedì, 7 agosto 2012    | 14:00 | Medal Race  |

## Risultati
I punti sono assegnati in base alla posizione di arrivo nelle singole gare (1 per il primo, 2 per il secondo, ecc.). Il punteggio totale è la somma delle varie gare, e vince chi ha meno punti. Se un velista viene squalificato o non partecipa alla gara gli vengono assegnati 27 punti (essendoci 26 barche in gara).
Le abbreviazioni utilizzate sono le seguenti:
- OCS – On course side (partenza irregolare)
- DSQ – Squalificata
- DNF – Non termina la gara
- DNS – Non partita
- RAF – Ritirata dopo la fine della gara
- DNC – Non presente alla partenza

| Posizione | Nome                               | Gara   | Gara   | Gara   | Gara   | Gara   | Gara   | Gara   | Gara   | Gara   | Gara   | Gara | Punti | Punti |
| Posizione | Nome                               | 1      | 2      | 3      | 4      | 5      | 6      | 7      | 8      | 9      | 10     | M    | Tot   | Net   |
| --------- | ---------------------------------- | ------ | ------ | ------ | ------ | ------ | ------ | ------ | ------ | ------ | ------ | ---- | ----- | ----- |
|           | Marina Alabau (ESP)                | 2      | 1      | 1      | 1      | 5      | 2      | 3      | 8      | 6      | 3      | 2    | 34    | 26    |
|           | Tuuli Petäjä (FIN)                 | 8      | 7      | 3      | 4      | 4      | 4      | 8      | 2      | 5      | 1      | 8    | 54    | 46    |
|           | Zofia Klepacka (POL)               | 5      | 2      | 12     | 3      | 1      | 1      | 9      | 21     | 4      | 4      | 6    | 68    | 47    |
| 4         | Olha Maslivec (UKR)                | 3      | 4      | 14     | 10     | 3      | 3      | 1      | 3      | 7      | 10     | 4    | 62    | 48    |
| 5         | Moana Delle (GER)                  | 4      | 5      | 2      | 5      | 9      | 5      | 4      | 9      | 3      | 2      | 12   | 60    | 51    |
| 6         | Lee Korzits (ISR)                  | 1      | 3      | 7      | 2      | 2      | 11     | 2      | 1      | 9      | 11     | 18   | 67    | 56    |
| 7         | Bryony Shaw (GBR)                  | 7      | 6      | 4      | 9      | 6      | 8      | 7      | 5      | 1      | 5      | 10   | 68    | 59    |
| 8         | Charline Picon (FRA)               | 9      | 11     | 5      | 7      | 10     | 6      | 12     | 10     | 11     | 6      | 14   | 101   | 89    |
| 9         | Alessandra Sensini (ITA)           | 12     | 9      | 11     | 8      | 11     | 9      | 6      | 6      | 10     | 9      | 16   | 107   | 95    |
| 10        | Nikola Girke (CAN)                 | 6      | 14     | 10     | 6      | 8      | 10     | 13     | 4      | 19     | 18     | 20   | 128   | 109   |
| 11        | Jessica Crisp (AUS)                | 11     | 10     | 17     | 17     | 7      | 12     | 5      | 8      | 13     | 13     | EL   | 113   | 96    |
| 12        | Hei Man Hayley Chan (HKG)          | 10     | 8      | 9      | 13     | 12     | 15     | 11     | 11     | 8      | 14     | EL   | 111   | 96    |
| 13        | Patrícia Freitas (BRA)             | 13     | 13     | 16     | 12     | 13     | 17     | 16     | 19     | 2      | 8      | EL   | 129   | 110   |
| 14        | Li Ling (CHN)                      | 16     | 15     | 8      | 14     | 18     | 7      | 10     | 13     | 14     | 23     | EL   | 138   | 115   |
| 15        | Ingrid Puusta (EST)                | 15     | 20     | 6      | 15     | 14     | 21     | 15     | 12     | 20     | 17     | EL   | 155   | 134   |
| 16        | Angeliki Skarlatou (GRE)           | 14     | 12     | 21     | 11     | 19     | 16     | 19     | 27 OCS | 15     | 7      | EL   | 161   | 134   |
| 17        | Sigrid Rondelez (BEL)              | 18     | 21     | 19     | 27 OCS | 15     | 13     | 14     | 14     | 17     | 19     | EL   | 177   | 150   |
| 18        | Diána Detre (HUN)                  | 17     | 16     | 13     | 19     | 16     | 14     | 17     | 18     | 21     | 20     | EL   | 171   | 150   |
| 19        | Jannicke Stålstrøm (NOR)           | 21     | 17     | 24     | 21     | 17     | 18     | 21     | 15     | 12     | 15     | EL   | 181   | 157   |
| 20        | Farrah Hall (USA)                  | 22     | 18     | 18     | 18     | 20     | 22     | 23     | 27 OCS | 16     | 16     | EL   | 200   | 173   |
| 21        | Yuki Sunaga (JPN)                  | 19     | 23     | 22     | 22     | 22     | 24     | 22     | 20     | 18     | 12     | EL   | 204   | 180   |
| 22        | Irina Konstantinova-Bontemps (BUL) | 23     | 22     | 15     | 20     | 23     | 20     | 20     | 16     | 24     | 21     | EL   | 204   | 180   |
| 23        | Jazmín López Becker (ARG)          | 20     | 19     | 20     | 24     | 21     | 19     | 25     | 17     | 25     | 25     | EL   | 215   | 190   |
| 24        | Napalai Tansai (THA)               | 24     | 24     | 23     | 23     | 25     | 25     | 18     | 27 DSQ | 22     | 22     | EL   | 233   | 206   |
| 25        | Tat'jana Bazjuk (RUS)              | 27 RAF | 25     | 27 DNF | 16     | 24     | 23     | 24     | 22     | 23     | 24     | EL   | 235   | 208   |
| 26        | Carolina Mendelblatt* (POR)        | 27 DNC | 27 DNC | 27 DNC | 27 DNC | 27 DNC | 27 DNC | 27 DNC | 27 DNC | 27 DNC | 27 DNC | EL   | 270   | 243   |

- Carolina Mendelblatt si è ritirata prima delle gare in polemica con il comitato olimpico portoghese, a causa del mancato supporto nella gestione della propria gravidanza nel corso delle olimpiadi[15].